# Friedrich II. (Niederaltaich)
Friedrich (* nach 1400; † 1491 in Niederaltaich) war ein Benediktiner und von 1475 bis 1491  Abt der Abtei Niederaltaich.
Nach dem Tode des Abtes Wolfgang Pausinger wurde Friedrich (sein Familienname ist unbekannt) aus Stift Lambach als neuer Abt nach Niederaltaich berufen. Seine Bemühungen um Durchsetzung der strengen Bestimmungen der Melker Klosterreform blieben erfolglos, so dass ihm 1485 der an der Universität Ingolstadt ausgebildete Georg Hauer als Administrator zur Seite gestellt wurde, unter dem neun Mönche ihre Profess ablegten.